# 岳飞传 (书籍)
《岳飞传》，原题为《岳飞》，是北京大学教授、宋史学者邓广铭撰写的岳飞人物传记，1945年8月15日于重庆初版，1954年改写再版后改名《岳飞传》，1978年文革结束后再度改写。《岳飞传》在保持历史研究的严谨性的同时，也带有抗日战争时期学人的爱国情怀，出版之时恰逢抗战胜利，因此甫一出版就大获成功，此后多次改写再版。

## 写作
邓广铭写作《岳飞传》之初，当时历史学界受到古史辩派冲击，岳珂的《鄂王行实编年》以及援引其的《宋史》岳飞本传都因杂糅“大破拐子马”“朱仙镇大捷”等民间传说而受到史学界质疑，乃如吕思勉先生在《白话中国史》评价：“岳飞只郾城打了一个胜战，郾城以外的战绩，都是莫须有的，最可笑的，宗弼渡江的时候，岳飞始终躲在江苏，眼看着高宗受金人的追逐。”同时由于民国初年的军阀混战，学界对于历史上的军阀评价不佳，岳飞在学术界评价受到打击。邓广铭深受罗曼罗兰《名人传》和司马迁《史记》的影响，希望有朝一日能够谱写中国人自己的英雄故事，在胡适引导下开始谱传史学研究，在傅师年引导下开始宋史研究。邓广铭的《岳飞传》是1944年应重庆胜利出版社写作，带有强烈的时代色彩，自言希望借助史料还原岳飞民族英雄的形象，将岳飞称为“一些伟大实行者的榜样”，整理并还原了岳飞的生平经历，重新肯定了岳飞作为民族英雄的历史价值。《岳飞传》在初版之后，邓广铭曾多次改写并再版：1954年起他第一次大幅度改写《岳飞传》，订正了原版的很多错误，融入了马克思主义的历史观，全书分为“战士在成长和锻炼中”“驰驱奔命于各种战场上的岳飞和岳家军”“民族战场上的忠勇斗士”“对于岳飞的评价”4段23小节内容，重新解释民族斗争和阶级斗争问题，并将题名由《岳飞》改为《岳飞传》，1955年由三联书店出版；文革中邓广铭受到冲击，从1978年开始他花费5年时间重写《岳飞传》，改写内容达到原书九成，1983年由人民出版社出版，在书中首先提出如何看待岳飞民族英雄性质问题，提出应该将岳飞看作中华民族的民族英雄而非汉族的民族英雄，批评中共某些干部担心民族团结而否定岳飞为民族英雄，并重新界定了宋金战争性质；直到逝世前，他仍对《岳飞传》改写念念不忘。

## 出版
- 邓广铭. . 重庆: 胜利出版社. 1945.
- 邓广铭. . 北京: 生活·读书·新知三联书店. 1955.
- 邓广铭. . 北京: 人民出版社. 1983. CSBN 11001·559.
- 邓广铭. . 天津: 百花文艺出版社. 2002. ISBN 9787530634264.
- 邓广铭. . 第二卷 岳飞传. 石家庄: 河北教育出版社. 2005. ISBN 9787543459007.
- 邓广铭. . 北京: 生活·读书·新知三联书店. 2007. ISBN 9787108026514.
- 邓广铭. . 西安: 陕西师范大学出版社. 2009. ISBN 9787561346754.
- 邓广铭. . 中华现代学术名著丛书. 北京: 商务印书馆. 2015. ISBN 9787100117388.
- 邓广铭. . 邓广铭宋史人物书系. 北京: 生活·读书·新知三联书店. 2017. ISBN 9787108058881.

## 辨异
邓广铭《岳飞传》和评书《岳飞传》较大的差异在于“十二道金牌召回”剧情，邓广铭认为子虚乌有，事实是秦桧、宋高宗等人先诬陷岳云和张宪然后再牵连到岳飞，邓广铭再写作时大量引用奏章、诏令等历史资料，因此行文较为质朴无华。邓广铭《岳飞传》反对以往学界认为岳飞愚忠的论点，认为岳飞并非一昧顺从宋高宗，而是以反对和谈为形式全力反抗和抵制。相较之邓广铭弟子王曾瑜的《岳飞新传》，《岳飞传》在引用文献方面不如后者丰富，缺乏岳飞童年教育经历的详细描述，在许多细节方面存在差异，例如《岳飞新传》肯定岳珂所言岳飞在平定军时曾经多次出入敌营并以女真语退敌，《岳飞传》则认为交通、情节角度均不合理。